# Catocala irene
Catocala irene là một loài bướm đêm thuộc họ Erebidae. Nó được tìm thấy ở Utah và California và Nevada.

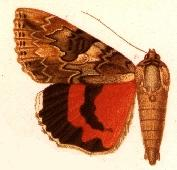
Hình minh họa

Sải cánh dài 65–75 mm. Con trưởng thành bay từ tháng 7 đến tháng 9 tùy theo địa điểm. Có thể có một lứa một năm.
Ấu trùng ăn các loài Populus và Salix.

## Hình ảnh

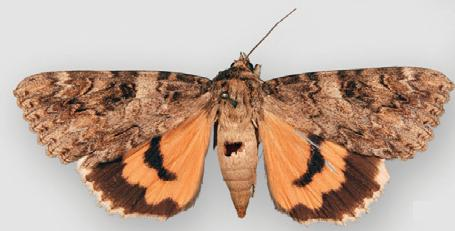

## Phụ loài
- Catocala irene irene
- Catocala irene valeria (Arizona)